# Igra
Igra (russisch Игра; udmurtisch Эгра/Egra) ist eine Siedlung städtischen Typs in der Republik Udmurtien im russischen Föderationskreis Wolga mit 20.737 Einwohnern (Stand 14. Oktober 2010). Sie liegt an der Europastraße 22, die hier von der M7 auf die P242 wechselt.
Igra liegt knapp 100 Kilometer nördlich von Ischewsk im Tal des Flusses Schepza.

## Bevölkerungsentwicklung
| Jahr | Einwohner |
| ---- | --------- |
| 1939 | 1.001     |
| 1959 | 9.759     |
| 1970 | 15.351    |
| 1979 | 17.128    |
| 1989 | 22.866    |
| 2002 | 22.280    |
| 2010 | 20.737    |

Anmerkung: Volkszählungsdaten